# Gorenje
Gorenje är en slovensk vitvarutillverkare.
Gorenje grundades i byn Gorenje 1950 och började tillverka jordbruksmaskiner. År 1958 började man tillverka spisar och en flytt till dagens hemort Velenje följde och uppförandet av en egen fabrik. År 1961 följde den första exportframgången då 200 spisar exporterades till Tyskland. Man utökade utbudet med tvättmaskiner, kylar och frysar. Senare köptes andra firmor upp och Gorenje kom att ha en rad olika produkter (bland annat medicinsk utrustning, telekommunikation, TV-apparater) förutom vitvaror innan man åter koncentrerade sig på kärnverksamheten. Företaget byggde upp ett återförsäljarnät i Västeuropa och USA. Gorenjes anställda i Jugoslavien växte till över 20 000 personer.
Från 1991 följde en omorganisering och privatisering där Gorenje blev ett aktiebolag. Jugoslaviens sönderfall innebar att Gorenje förlorade stora delar av hemmamarknaden, och valde att gå in för exportmarknaderna. Idag exporterar företaget 84 procent av sin produktion med fokus på EU och östra Europa. Produktionen och produkterna moderniserades samtidigt. Företaget har till exempel satsat mycket på produktdesign via samarbeten med bland andra Pininfarina. Sedan 2010 ägs Asko Appliances av Gorenje.
Företaget har idag 9 600 anställda.
Sedan 2018 ägs Gorenje av kinesiska Hisense.